# Vannozza de Cattanei
Vannozza de Cattanei (Mantova, 1442. július 13. – Róma, 1518. november 24.) Cattanei grófnője. Hírnevét leginkább Rodrigo Borgia bíborossal, a későbbi VI. Sándor pápával folytatott viszonya alapozta meg, akitől több gyermeke is született.

## Származása, rangja
1442-ben, Mantova városában született, arisztokrata szülők gyermekeként, később Rómába költözött. Eredeti keresztneve Giovanna, ennek becézése a Vannozza.

## A pápa szeretője, tőle született gyermekei
Olasz nemesasszony a Cattanei házból, s 1470-től Rodrigo Borgia bíboros, a későbbi VI. Sándor pápa számtalan szeretőinek egyike, ám ő volt ezek közül az egyetlen, aki mellett sok évig ki is tartott a pápa, aki élete végéig anyagi biztonságban tartotta őt, s közös gyermekeiket is, habár egyházi személyként tisztasági fogadalmat kellett tennie és örök cölibátust fogadnia. Nyílt titok volt nemcsak a pápa közvetlen környezete, hanem Európa uralkodó közt is Sándor parázna életmódja, és az, hogy Vannozza négy gyermekkel is megajándékozta őt, három fiúval és egy leánnyal:
- Giovanni (Juan) Borgia pápai hadvezér, később Gandia hercege (1474-ben született, 1497-ben meggyilkolták)
- Cesare Borgia később, apja biztatására bíboros, majd otthagyva egyházi pályáját, Valentinois hercege (Duca di Valentinois) lett (1475-ben született)
- Borgia Lukrécia modenai hercegné 1480-ban született (olaszul Lucrezia), első férje, Giovanni Sforza révén Catignola grófnéja, második férje, Aragóniai Alfonz révén Salerno hercegnéje, harmadik férje, Estei Alfonz révén pedig Ferrara hercegnéje volt
- Gioffre (született: 1481/1482), Squillace hercege

## A VI. Sándor halála utáni idők
VI. Sándor 1503-ban bekövetkezett halála után a pletykák szerint viszonyt kezdett néhai szeretője utódjával, II. Gyulával, ám az új pápa kegyencnője valójában egy Giulia Farnese nevű gyönyörű nemesasszony, Orsino Orsini fiatal felesége volt, akivel élete utolsó éveiben VI. Sándor ugyancsak viszonyt folytatott.
Sándor halálával a Borgia-család egykori hatalma és politikai befolyása is erősen megcsappant, és megbecsült helyüket is elvesztették Itália későbbi történetírásában.

## Vannozza férjei
Vannozzának három férje volt élete során, Domenico Giannozzo, Arignano ura, Giorgio della Croce és Carlo Canale mantovai irodalmár, egykori bíborosi titkár. (Crocétól, akihez 1480-ban ment nőül, még egy fia is született: Ottaviano)

## Halála, a Sándortól született gyermekei sorsa
A grófnő 1518. november 24-én, 76 éves korában hunyt el, ám előtte még meg kellett érnie két fia, Giovanni és Cesare halálát is, 1497-ben és 1507-ben. Egyetlen leánya, Lucrezia egy évvel édesanyja elvesztését követően, június 24-én, utolsó gyermeke születése után 10 nappal halt meg, gyermekágyi lázban. Mindössze 39 éves volt. VI. Sándor pápától született legkisebb fia, Gioffre 1522-ben hunyt el.